# 小菅芳次

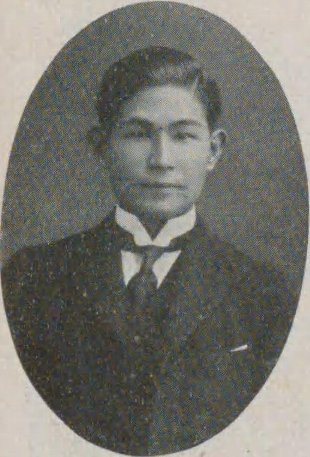
小菅芳次

小菅 芳次（こすげ よしじ、1898年（明治31年）4月28日 - 1961年（昭和36年）9月16日）は、日本の内務・警察官僚。官選香川県知事、台湾総督府交通局総長。

## 経歴
愛知県出身。小菅佐吉の四男として生まれる。第六高等学校を卒業。1922年11月、高等試験行政科試験に合格。1923年、東京帝国大学法学部政治学科を卒業。内務省に入省し埼玉県属となる。
以後、警視庁事務官、同警視、内務事務官、警視総監官房調停課長、工場監督官、広島県書記官・警察部長、長崎県書記官・警察部長、京都府書記官・警察部長、東京府総務部長などを歴任。
1942年1月、香川県知事に就任。戦時下の対応に尽力。1945年1月、最後の台湾総督府交通局総長に転じ終戦を迎えた。その後、公職追放となる。
1957年3月、全国市議会議長会事務局長に就任した。